# Episodi di One Piece (ventunesima stagione)
Questa lista comprende la ventunesima stagione della serie televisiva anime One Piece, prodotta da Toei Animation, diretta da Kōnosuke Uda e tratta dall'omonimo manga di Eiichirō Oda.
La ventunesima stagione si intitola Saga di Egghead (エッグヘッド編?, Egguheddo hen) e raggruppa gli episodi dal 1089 in poi. Sconfitti gli imperatori del mare Kaido e Big Mom, Rufy e i suoi compagni sbarcano ad Egghead, l'isola del futuro dove conoscono lo scienziato più famoso del mondo, il dottor Vegapunk.
Gli episodi sono trasmessi in Giappone su Fuji TV dal 7 gennaio 2024. Dopo l'episodio 1122, andato in onda il 13 ottobre 2024, l'anime è andato in pausa e, al posto degli episodi di questa stagione, viene trasmessa una riedizione della saga dell'isola degli uomini pesce; l'anime riprenderà con l'episodio 1123 il 5 aprile 2025. Come sigla di apertura è stato adottato il brano UUUUUS! interpretato da Hiroshi Kitadani dall'episodio 1089 all'episodio 1122, mentre come sigla di chiusura è stato adottato il brano Dear Sunrise di Maki Otsuki dall'episodio 1089 all'episodio 1122. Dall'episodio 1123, come sigla di apertura è adottato il brano Tenshi to akuma dei Gre4n Boyz, mentre come sigla di chiusura è adottato il brano The 1 di Muque. La stagione è pubblicata in simulcast con sottotitoli in italiano su Crunchyroll, su Prime Video, tramite il canale Anime Generation di Yamato Video, e, con sei giorni di ritardo, su Netflix.

## Lista episodi

### Episodi
Questa lista è suscettibile di variazioni e potrebbe essere incompleta o non aggiornata.

| Nº   | Titolo italiano Giapponese 「Kanji」 - Rōmaji | In onda           | In onda |
| Nº   | Titolo italiano Giapponese 「Kanji」 - Rōmaji | Giapponese        |         |
| 1089 | Si apre un nuovo capitolo! Le strade di Rufy e Sabo! 「新章突入！ ルフィとサボの針路！」 - Shinshō totsunyū! Rufi to Sabo no shinro! | 7 gennaio 2024    |         |
| 1089 | Sabo dice all'Armata Rivoluzionaria che non ha ucciso re Cobra, ma la chiamata è intercettata dalla Marina che lo rintraccia nel regno di Lulusia, nel quale recentemente la popolazione ha deposto il sovrano. Quando Sabo rivela di avere scoperto qualcosa riguardo al Trono vuoto di Marijoa, i Cinque Astri ordinano al dipartimento comunicazioni di scollegarsi e di dimenticare di avere intercettato la chiamata, così come dell'esistenza di Lulusia. Poco dopo, sul regno si abbatte una tempesta di raggi di energia che annichilisce l'isola, lasciando una voragine. Alcuni giorni dopo, la ciurma di Cappello di paglia attraversa una tempesta di neve in un mare agitato, quando appare loro dinnanzi una tromba marina fatta d'acqua, all'interno della quale sembra esserci qualcuno. Zoro la taglia liberando una bambina al suo interno, in realtà Jewelry Bonney, ma nel frattempo Chopper viene trascinato via dal vento; Rufy lo afferra ma finisce anche lui fuori dalla Sunny e poi prende anche Bonney. Nel frattempo, sotto la Sunny appare un gigantesco squalo. |                   |         |
| 1090 | Una nuova isola! Egghead, l'Isola del Futuro 「新しい島！ 未来島エッグへッド」 - Atarashī shima! Miraijima Egguheddo | 14 gennaio 2024   |         |
| 1090 | La Sunny sfugge al gigantesco squalo, che si scopre essere fatto di metallo, ma Rufy, Chopper e Bonney finiscono in mare, così Jinbe si tuffa per salvarli. Lo squalo spara dei siluri contro la Sunny, facendola cappottare, quindi spara contro Jinbe che porta però in salvo Rufy e gli altri. Nel frattempo alla vicina base G-14 della Marina, Tashigi si occupa dei bambini salvati a Punk Hazard, mentre Hermeppo e la sua collega Hibari implorano senza successo il contrammiraglio Prince Grus di andare a salvare Kobi. Intanto Jinbe ha portato sulla terraferma Rufy, Chopper e Bonney: quest'ultima rivela che sono arrivati a Egghead, un'isola del governo che ospita i laboratori del dottor Vegapunk, ed è lì per risolvere una faccenda. La Sunny nel frattempo viene recuperata da un gigantesco robot che scaccia lo squalo: da esso fuoriesce una ragazza che afferma di essere il dottor Vegapunk. |                   |         |
| 1091 | Circondati dal futuro! Un'avventura nel paese della scienza! 「未来満載！ 科学の国の冒険！」 - Mirai mansai! Kagaku no kuni no bōken! | 21 gennaio 2024   |         |
| 1091 | Robin espone i suoi dubbi che la ragazza sia veramente il dottor Vegapunk, infatti lei conferma dicendo di essere solo un satellite e di chiamarsi Lilith, quindi li fa circondare da mostri marini robotici chiedendo di consegnare i loro tesori. Lilith viene però contattata da Shaka, un altro satellite di Vegapunk, che sta monitorando la situazione e la avverte di avere sottovalutato la ciurma di un imperatore, poiché in realtà Zoro e Robin potrebbero ucciderla in qualsiasi momento. Nel frattempo Bonney conduce Rufy e gli altri attraverso un condotto dicendo che ha un conto in sospeso con il dottor Vegapunk poiché ha trasformato suo padre in un cyborg senza personalità. Il gruppo raggiunge una città futuristica con mirabolanti invenzioni come ologrammi e una macchina che può creare 500 piatti diversi. Lì vengono raggiunti da Atlas, una creatura che sembra una bambina gigante e afferma di essere il dottor Vegapunk. |                   |         |
| 1092 | Il lamento di Bonney! L'oscurità che si annida sull'Isola del Futuro 「ボニーの慟哭！ 未来島に潜む闇」 - Bonī no dōkoku! Miraijima ni hisomu yami | 28 gennaio 2024   |         |
| 1092 | I tre agenti del CP0 Lucci, Kaku e Stussy si stanno dirigendo su Egghead per eliminare Vegapunk. Kaku spiega che lo scienziato si è diviso in 6 diversi "satelliti" che incarnano differenti personalità: Shaka, Lilith, Edison, Pythagoras, Atlas e York. Intanto Atlas saluta Rufy e gli altri che, dopo essersi cambiati i vestiti, vengono attaccati da un cyborg con le fattezze di Orso Bartholomew che li accusa di avere mangiato e preso vestiti senza pagare. Quando Rufy contrattacca, Bonney lo ferma dicendo che Orso è suo padre e tutto ciò che rimane della sua famiglia. Nel frattempo, altrove, la ciurma di Law si imbatte in Barbanera e alcuni suoi comandanti. |                   |         |
| 1093 | Chi vince prende tutto! Law contro Barbanera! 「勝者総取り！ ローVS黒ひげ！」 - Shōsha sōtori! Rō tai Kurohige! | 11 febbraio 2024  |         |
| 1093 | Law e la sua ciurma affrontano Barbanera, Jesus Burgess, Van Ooger e Doc Q, tutti dotati di poteri dei Frutti del Diavolo. In mare il sottomarino di Law sembra avere la meglio sulla nave di Barbanera, grazie all'esperienza della sua ciurma negli scontri marini. Sulla nave di Barbanera si rivela inoltre essere prigioniera Charlotte Pudding, rapita da Van Ooger e Kuzan tempo prima dall'isola Cacao dopo avere sconfitto Charlotte Cracker. Nel frattempo Law sbarca sulla vicina isola Winner con Bepo e Jean Bart, continuando ad affrontare Barbanera e i suoi comandanti. |                   |         |
| 1094 | Il mistero s'infittisce! Egghead Labophase 「深まる謎！ エッグヘッド研究層」 - Fukamaru nazo! Egguheddo Rabofēzu | 18 febbraio 2024  |         |
| 1094 | Rufy e gli altri riescono a fuggire dal cyborg che li ha attaccati quando Bonney usa i suoi poteri per alterare le loro età, rendendoli irriconoscibili al loro inseguitore. I quattro si rifugiano in una discarica dove Bonney trova quella che sembra una spada laser, mentre spiega che la nomea di tiranno affibbiata a Orso Bartholomew è senz'altro falsa e deve essere stato costretto a farsi trasformare in cyborg dal Governo Mondiale. Nel frattempo Lilith conduce il resto della ciurma di Cappello di Paglia a Labophase, il laboratorio costruito su delle nuvole del cielo artificiali che sovrasta la citta di Fabriophase, dove lavorano scienziati e operai. Mentre Zoro e Brook rimangono a guardia della nave, gli altri seguono Lilith all'interno del laboratorio, perdendola di vista mentre passano attraverso una porta. Seguendo le indicazioni tramite un interfono di Edison, Sanji, Usop, Nami, Robin e Franky si imbattono in un Seraphim con le sembianze di Jinbe: mentre fanno ipotesi su chi sia, il cyborg li attacca. Intanto nei corridoi del laboratorio, Shaka contatta Monkey D. Dragon dicendogli che è convinto di stare per morire. |                   |         |
| 1095 | Il cervello di un genio - I sei Vegapunk! 「天才の頭脳 6人のベガパンク！」 - Tensai no zunō - Rokunin no Begapanku! | 25 febbraio 2024  |         |
| 1095 | Sanji e gli altri combattono il Seraphim, mentre Edison e Pythagoras li osservano dai monitor raccogliendo dati sulla battaglia. Siccome non hanno tempo per mangiare, andare in bagno e dormire, è il satellite York che si occupa solo di questo per tutti gli altri Vegapunk. Poco dopo, Shaka raggiunge la ciurma di Cappello di Paglia fermando il combattimento con il Seraphim e dicendo loro che, nonostante quello che pensino, quest'isola non è il futuro, ma il passato: 900 anni prima infatti esisteva un regno con un livello tecnologico elevato come Egghead. Nel frattempo Rufy, Chopper, Jinbe e Bonney trovano un gigantesco robot nella discarica che sembra abbandonato da moltissimo tempo. |                   |         |
| 1096 | La storia proibita! L'ipotesi di un Regno 「禁じられた歴史！ ある王国の仮説」 - Kinjirareta rekishi! Aru ōkoku no kasetsu | 3 marzo 2024      |         |
| 1096 | Shaka espone la sua teoria che collega l'Antico Regno al Secolo Vuoto, già ideata dal professor Clover di Ohara, ma dice che neanche lui sarebbe immune alla persecuzione del Governo Mondiale. Robin conferma la teoria e Shaka riferisce di essersi recato a Ohara dopo la sua distruzione, scoprendo che gli archeologi avevano salvato i libri della biblioteca gettandoli nel lago e che sul posto incontrò altri individui. Nel frattempo Rufy e Chopper tentano senza successo di attivare il gigantesco robot, quando una persona appare improvvisamente sul posto. Bonney lo riconosce subito: è il dottor Vegapunk. |                   |         |
| 1097 | Lo spirito di Ohara! Una ricerca tramandata 「オハラの意志！ 受け継がれる研究」 - Ohara no ishi! Uketsugareru kenkyū | 17 marzo 2024     |         |
| 1097 | Shaka racconta che quando si recò a Ohara vide che dei giganti stavano recuperando i libri degli studiosi e lì incontro Monkey D. Dragon: egli spiegò che erano guidati da un gigante coperto di bende che voleva conservare la memoria di Ohara. Vegapunk e Dragon conoscevano entrambi Clover, deducendo quindi che le accuse del governo nei suoi confronti erano false. In seguito alla tragedia di Ohara Dragon, Orso Bartholomew e Ivankov fondarono l'Armata Rivoluzionaria. Vegapunk si recò invece a Erbaf dove lesse tutti i libri di Ohara per continuare a svilupparne le ricerche. Al termine del racconto, Robin chiede a Shaka se il gigante coperto di bende fosse Hagwor D. Sauro, ma egli dice di non potere rispondere poiché si sta nascondendo. Shaka conduce quindi tutti ad una sala di controllo, dove dagli schermi mostra dove siano Rufy e gli altri. Questi intanto fanno la conoscenza con il dottor Vegapunk originale, il quale spiega di avere i poteri del frutto Mind Mind che gli permettono di immagazzinare infinite conoscenze, ingrandendo però di conseguenza il suo cervello. Per ovviare a ciò Vegapunk ha spostato il suo cervello in continua crescita nel Punk Records sopra Labophase, a cui lui e i suoi sei cloni si collegano come ad una gigantesca banca dati per condividere informazioni ed esperienze. Egli vorrebbe un giorno che il Punk Records fosse condiviso con il mondo intero per creare un "mare di conoscenza" disponibile a tutti, ma Jinbe obietta che inserendovi delle ideologie si complicherebbero le cose. Bonney minaccia quindi Vegapunk con la spada laser ordinandogli di fare tornare suo padre umano, ma essendo difettosa l'arma attira uno sciame di insetti che fanno svenire la ragazza. Rufy chiede a Vegapunk di attivare il gigantesco robot della discarica, ma lo scienziato spiega di non averlo costruito lui e che 200 anni prima attaccò Marijoa. Nel frattempo Lucci e gli altri agenti del CP0 arrivano in prossimità di Egghead per uccidere Vegapunk. |                   |         |
| 1098 | Assolutamente folle! Il sogno di un genio! 「奇想天外！ 天才が想い描く夢！」 - Kisō tengai! Tensai ga omoiegaku yume! | 24 marzo 2024     |         |
| 1098 | Vegapunk racconta che l'attacco a Marijoa si fermò perché il gigante esaurì l'energia e, sebbene il Governo Mondiale ordinò di smantellarlo, gli scienziati dell'epoca lo nascosero e lui lo ereditò. Spiega inoltre che il gigante fu costruito 900 anni prima e nonostante i suoi progressi scientifici non è ancora in grado di replicare l'energia che lo faceva funzionare. Nel frattempo la CP0 contatta Egghead per chiedere l'accesso all'isola, impedito da giganteschi robot acquatici, i Sea Beast Weapon. Pythagoras si confronta con Shaka e Lilith, quindi dice alla CP0 di lasciare il Seraphim S-Bear che hanno e nega loro l'accesso, dicendo di essere molto impegnato. Lucci chiede spiegazioni riguardo a diverse navi dei Cipher Pol scomparse dopo essere dirette a Egghead, ma Pythagoras ribatte che le navi risultano ripartite dall'isola. Intanto a Kamabakka Orso Bartholomew, in riparazione dopo essere stato salvato a Marijoa, improvvisamente corre verso la costa e, ignorando le domande e le suppliche dei rivoluzionari, si allontana con i suoi poteri. Nel frattempo Vegapunk chiede a Rufy di portarlo via con sé poiché la sua ricerca scientifica lo ha portato a esplorare la storia proibita e perciò verrà eliminato dal Governo come Ohara. |                   |         |
| 1099 | Prepararsi a intercettare! L'assalto di Rob Lucci! 「迎撃準備！ ロブ・ルッチ襲来！」 - Geigeki junbi! Robu Rutchi shūrai! | 31 marzo 2024     |         |
| 1099 | La CP0 raggiunge Egghead sfruttando i poteri Pad Pad dell'S-Bear, mentre la loro nave viene distrutta dai Sea Beast Weapon. Nel frattempo Rufy acconsente alla richiesta di Vegapunk che dice loro di raggiungere il Labo Phase tramite un razzo nel Fabriophase, quindi si smaterializza. Intanto l'arrivo della CP0 sull'isola causa l'allarme generale e vengono attivati i tre Seraphim presenti sull'isola. Kaku tenta di raggiungere il Labophase con le Rokushiki, ma viene colpito dal suo sistema di sicurezza. Atlas sopraggiunge per affrontarli, ma Lucci la colpisce senza pietà per eliminarla. Proprio in quel momento passano di lì Rufy e gli altri: per quanto Lucci vorrebbe eliminarlo, Kaku e Stussy gli ricordano che essendo un imperatore non può attaccarlo senza autorizzazione dall'alto. Rufy vede che Atlas è stata gravemente ferita ed è furibondo con Lucci poiché Atlas aveva dato loro da mangiare. |                   |         |
| 1100 | Poteri su livelli diversi! Rufy contro Lucci! 「異次元の力！ ルフィVSルッチ！」 - I jigen no chikara! Rufi tai Rutchi! | 7 aprile 2024     |         |
| 1100 | Akainu viene aggiornato su quanto sta accadendo su Egghead e che Kizaru si sta già dirigendo lì. Intanto Rufy dice agli altri di precederlo e inizia a combattere con Lucci, entrambi utilizzando la forma risvegliata del loro frutto. Nel frattempo a Labophase Vegapunk originale "Stella" raggiunge la sala di controllo chiedendo alla ciurma di Cappello di Paglia della forma assunta da Rufy. Di fronte alle loro perplessità, Vegapunk spiega che il frutto Gom Gom non esiste e che quello è l'aspetto di Nika, il dio del sole: secondo la sua teoria infatti i frutti del diavolo nascono dai desideri delle persone. Sul campo di battaglia nel frattempo arrivano i tre Seraphim con Sentomaru, confuso su chi debba combattere: Vegapunk gli spiega che la CP0 vuole ucciderlo e gli chiede di aiutarlo, ricordandogli che si è preso cura di lui quando non aveva nulla. Sentomaru ordina quindi a S-Bear di attaccare la CP0 e a S-Snake di scortare la ciurma di Cappello di Paglia. Stussy spiega a Kaku che sono in svantaggio perché i Seraphim seguono un preciso ordine di priorità degli ordini: Astri di Saggezza, Vegapunk, Sentomaru e poi loro in possesso di un chip di autorità. Lucci appare in netta difficoltà contro Rufy, ma mentre questi è distratto a parlare con Sentomaru, Lucci mette al tappeto il membro della Marina per ottenere il controllo dei Seraphim. |                   |         |
| 1101 | L'apice dell'umanità! Il potere dei Seraphim! 「最強の人類！ セラフィムの能力！」 - Saikyō no jinrui! Serafimu no nōryoku! | 21 aprile 2024    |         |
| 1101 | Sentomaru non ha ancora perso i sensi, perciò i Seraphim continuano a combattere la CP0: Lucci cerca di finire Sentomaru, ma Rufy interviene facendo valere ancora una volta la sua superiorità. Nella sala di controllo intanto Franky riconosce i poteri di Senor Pink nel Seraphim S-Shark, temendo sia morto poiché non esistono due frutti uguali. Vegapunk tuttavia gli spiega che è recluso a Impel Down e, se finora è riuscito a creare solo dei frutti artificiali Zoo-Zoo, è riuscito ad emulare i poteri dei Paramisha con il fattore di lignaggio chiamato "Green Blood", somministrato ai Seraphim. Intanto Sentomaru affida Vegapunk a Rufy, che raggiunge quindi Chopper, Jinbe e Bonney a bordo del razzo che li conduce a Labophase. Il laboratorio entra quindi in isolamento totale, mentre di sotto a Fabriophase rimane la CP0 ora in controllo dei Seraphim poiché Sentomaru ha perso i sensi. |                   |         |
| 1102 | Piani e subdoli complotti! Operazione "Fuga da Egghead" 「蠢く陰謀！ エッグヘッド脱出作戦」 - Ugomeku inbō! Egguheddo dasshutsu sakusen | 28 aprile 2024    |         |
| 1102 | Orso Bartholomew raggiunge Red Port alla base della Linea Rossa, scatenando il panico tra le persone. Nel frattempo Vegapunk e i suoi satelliti ragionano su come fuggire dall'isola arrivando alla conclusione che saranno costretti a combattere. Vegapunk contatta un loro alleato infiltrato che accetta di aiutarli nonostante voglia dire fare saltare la propria copertura. Intanto a Fabriophase, mentre la CP0 valuta come accedere a Labophase che ha assediato, il sistema di sicurezza improvvisamente viene disattivato da qualcuno. Quasi increduli Lucci, Kaku e Stussy raggiungono così facilmente Labophase e trovano la Sunny, decidendo di distruggerla. Nel frattempo l'ammiraglio Kizaru si sta dirigendo a Egghead con una flotta di navi del Governo Mondiale. |                   |         |
| 1103 | Fa' tornare mio padre com'era! Il vano desiderio di Bonney! 「父を戻せ！ 儚きボニーの願い！」 - Chichi o modose! Hakanaki Bonī no negai! | 5 maggio 2024     |         |
| 1103 | Kaku cerca di distruggere la Sunny, ma Zoro para l'attacco e i due iniziano a combattere. Nel frattempo, mentre il sistema di sicurezza viene riattivato, Rufy, Chopper e Jinbe si ricongiungono ai loro compagni nel laboratorio. Intanto Vegapunk fugge dall'ira di Bonney che con i suoi poteri infine lo trasforma in un bambino. Vegapunk conferma di non poter fare tornare Orso come prima, ma spiega che è stata una decisione volontaria ed è fiero di essere suo amico. Egli non vuole rivelare le ragioni di Orso poiché ha fatto una promessa, ma Bonney viene attirata da una stanza dove trova una bolla creata con i poteri di Orso. Quest'ultimo ha iniziato nel frattempo a scalare la Linea Rossa, mentre è preso di mira da cannonate dei marine. Intanto, mentre i pirati di Kid raggiungono l'isola di Erbaf, il viceammiraglio Garp arriva alla base G-14 dicendo a Hermeppo che intende recarsi sull'isola Alveare per salvare Kobi. |                   |         |
| 1104 | Una situazione disperata! L'assalto dei Seraphim! 「絶体絶命！ セラフィム総攻撃！」 - Zettai zetsumei! Serafimu sō kōgeki! | 12 maggio 2024    |         |
| 1104 | Vegapunk cerca di dissuadere Bonney da entrare in contatto con la bolla affermando che è un dolore che la ucciderebbe, ma la ragazza, che conosce bene i poteri del padre, capisce che si tratta invece di ricordi. Nel frattempo i Seraphim hanno raggiunto Labophase con la CP0 e Lucci ordina loro di distruggere il laboratorio. Shaka spiega che i Seraphim prendono anche decisioni in autonomia, ma averli lì gli consente di dare un ordine che sovrasta quelli della CP0, facendo loro cambiare schieramento di nuovo. Lilith, Edison, Sanji e Franky corrono a dare man forte ai compagni, ma improvvisamente Stussy, in realtà un clone della scienziata del MADS ed ex piratessa Miss Buckingham Stussy, attacca a tradimento Kaku succhiandogli il sangue come un vampiro e facendogli perdere i sensi. Quando Lucci la attacca, Stussy riesce ad immobilizzarlo con un rossetto fatto in realtà di agalmatolite e mettere anche lui al tappeto allo stesso modo. |                   |         |
| 1105 | Un bel tradimento! Stussy la spia 「麗しき反逆！ 内通者ステューシー」 - Uruwashiki hangyaku! Naitsū-sha Sutyūshī | 19 maggio 2024    |         |
| 1105 | Shaka spiega che Stussy è una spia che è infiltrata nel governo da 20 anni, mentre Edison e Lilith escono all'esterno e riescono a fermare i Seraphim poiché posseggono un grado di autorità superiore alla CP0. Nel frattempo Marco è tornato a Sphinx, l'isola natale di Barbabianca, dove gli viene raccontato che la Marina ha attaccato l'isola per requisire il tesoro di Barbabianca, ma è stata scacciata da Edward Weeble. Tuttavia la madre di quest'ultimo, l'originale Buckingham Stussy, conclude il racconto dicendo che l'ammiraglio Ryokugyu è tornato successivamente e ha catturato Weeble, chiedendogli di salvarlo. Nel frattempo, l'ammiraglio Kizaru discute con l'Astro di Saggezza Jaygarcia Saturn, anche lui sulla nave diretta a Egghead, del tradimento di Vegapunk. |                   |         |
| 1106 | Un avvenimento inaspettato! Trovate il dottor Vegapunk 「異常発生！ 探せ！ Dr.ベガパンク」 - Ijō hassei! Sagase! Dokutā Begapanku | 26 maggio 2024    |         |
| 1106 | A Fabriophase Sentomaru ha ripreso i sensi e, ormai anche lui un ribelle, attiva i nuovi 50 Pacifista Mark III ordinando loro di catturare i membri rimasti della CP0 e di pattugliare le coste. A Labophase intanto Bonney entra in contatto con i ricordi di suo padre e lo rivede da bambino che piange disperato. Nel frattempo tutti gli altri si radunano nella sala di controllo dove Shaka spiega che ci sono due problemi: Vegapunk risulta irreperibile e non hanno il controllo del Frontier Dome. Mentre Shaka, Rufy e Zoro rimangono nella sala di controllo, gli altri satelliti e membri della ciurma di Cappello di Paglia si dividono in gruppi per cercare Vegapunk. Altrove intanto, il giornalista Morgans apprende dell'intenzione del governo di assassinare Vegapunk, ma decide di stravolgere la notizia facendo uscire sul giornale una storia dove Rufy ha preso in ostaggio Vegapunk e si è barricato a Egghead dichiarando guerra alla Marina. Nefertari Bibi, che si trova sulla sua nave volante insieme a Wapol, protesta vivamente per le falsità che racconta, ma Morgans ribatte che lui non racconta la verità bensì fa solo intrattenimento. |                   |         |
| 1107 | Agghiacciante! Una mano crudele si stringe sul Laboratorio 「戦慄！研究所へ忍び寄る魔の手」 - Senritsu! Kenkyūjo e shinobiyoru ma no te | 2 giugno 2024     |         |
| 1107 | Bonney continua a vedere i ricordi di suo padre, mentre Orso prosegue la scalata della Linea Rossa. Nel frattempo qualcuno nel laboratorio attacca Pythagoras e comincia a distruggere le lumacamere, interrompendo le comunicazioni: Shaka arriva quindi alla conclusione che ci sia qualcun altro nel laboratorio. Intanto Usop, Franky, Lilith e York arrivano dove Pythagoras è stato attaccato, scoprendo che si è salvato separando la testa dal resto del corpo. Mentre gli chiedono cos'è successo, S-Snake si avvicina e pietrifica York con i suoi poteri. |                   |         |
| 1108 | Incomprensibile! La ribellione dei Seraphim! 「理解不能！ セラフィムの反逆！」 - Rikai funō! Serafimu no hangyaku! | 9 giugno 2024     |         |
| 1108 | S-Snake attacca il gruppo di Usop e Franky, non rispondendo all'ordine di Lilith di fermarsi. Intanto S-Hawk e S-Bear attaccano la sala di controllo e combattono Rufy e Zoro: Shaka ordina loro di fermarsi senza successo, arrivando alla conclusione che dietro i recenti eventi ci sia per forza di cose uno dei Vegapunk. Lucci e Kaku, ripresi i sensi, chiedono agli altri di liberarli perché possano aiutarli contro i Seraphim, ma Zoro è giustamente sospettoso che poi si facciano riammanettare. Nel frattempo, in una stanza del laboratorio, giacciono imprigionati e affamati i membri dei Cipher Pol scomparsi nei precedenti mesi. Uno di loro si rivolge a Vegapunk, anch'egli imprigionato, chiedendogli scusa per avere pensato che ci fosse lui dietro quanto accaduto. Intanto a Fabriophase Sentomaru dice a tutti gli operai di fuggire dall'isola, poiché teme che presto essa sarà oggetto di un Buster Call come fu per Ohara. |                   |         |
| 1109 | Una decisione difficile! A sorpresa, un fronte comune! 「苦渋の決断！異色の共闘戦線！」 - Kujū no ketsudan! Ishoku no kyōtō sensen! | 23 giugno 2024    |         |
| 1109 | Rufy acconsente a liberare Kaku e Lucci, nonostante questo ammetta di volerlo uccidere insieme ai 7 Vegapunk, sicuro che non sia una minaccia per lui. I quattro combattenti uniscono le forze e colpiscono i due Seraphim con forza. Intanto a Erbaf, Shanks e la sua ciurma si stanno rilassando in una taverna, quando Rockstar arriva avvisando che i pirati di Kidd sono stati avvistati sulla costa. Shanks è seccato di dovere interrompere i festeggiamenti per avere ritrovato due vecchi amici che pensava morti, i giganti Dori e Brogi, ma riunisce la sua ciurma e i due giganti per fronteggiare i nemici. Sulla costa nel frattempo Kidd e la sua ciurma hanno ingaggiato battaglia con le ciurme pirata sottoposte a Shanks, pronti a fronteggiare l'imperatore stesso. |                   |         |
| 1110 | Sopravvivenza! Scontro mortale col pinnacolo dell'umanità 「生き残れ！ 最強の人類との死闘」 - Ikinokore! Saikyō no jinrui to no shitō | 30 giugno 2024    |         |
| 1110 | Rufy e gli altri continuano a colpire i Seraphim senza riuscire a sconfiggerli. Zoro a quel punto nota la somiglianza con il potere di rigenerazione di King e Shaka conferma che i Seraphim possiedono qualità dei Lunaria. Shaka lascia quindi la stanza sostenendo di avere intuito dove possa trovarsi Vegapunk. Nel frattempo S-Shark attacca Edison, Brook e Nami: dopo che i primi due vengono messi fuori combattimento, Sanji sopraggiunge salvando Nami. Altrove S-Snake sta ancora attaccando il gruppo di Franky e Usop: Lilith riesce a indebolirla con il Bubble-gun, un'arma che spara bolle fatte di agalmatolite, e Franky riesce a bloccarla a terra con una di esse. Tuttavia si fa impietosire dal Seraphim che ne approfitta per colpirlo, pietrificando lui, Usop e Lilith. Intanto Shaka è sceso in un vecchio laboratorio al piano interrato ed è sorpreso nel ritrovare Vegapunk e i membri dei Cipher Pol scomparsi. Prima però che possa liberarli, un individuo misterioso gli spara e lo uccide a sangue freddo, entrando nella stanza. |                   |         |
| 1111 | La seconda Ohara! L'ambizione della figura dietro le quinte! 「オハラの再来！ 黒幕の野望！」 - Ohara no sairai! Kuromaku no yabō! | 7 luglio 2024     |         |
| 1111 | Tramite un lumacofono Stussy informa Sentomaru che alla CP0 era stato ordinato di uccidere Vegapunk e attendere l'ammiraglio Kizaru, in arrivo con una flotta da guerra. Gli operai si danno quindi alla fuga come suggerito da Sentomaru. Nel frattempo, mentre S-Snake, priva di altri avversari, distrugge definitivamente Pythagoras, altrove Atlas ricorda di un vecchio laboratorio in disuso, così Robin e Chopper le chiedono di portarli lì. Intanto Sanji continua a combattere con S-Shark, difendendo Nami che il Seraphim continua a bersagliare. Nella stanza di controllo invece S-Hawk durante lo scontro fa perdere le sue tracce: Lucci suggerisce che voglia attaccare prima i bersagli più deboli, così Zoro e Kaku si mettono sulle sue tracce. Tre mesi prima, qualcuno allertò il governo che Vegapunk stava facendo ricerche sul Secolo Vuoto e venne mandata la CP5 ad indagare, ma gli agenti non fecero più ritorno. Anche i successivi agenti del CP7 e CP8 subirono la stessa sorte e il misterioso individuo riuscì infine a parlare con gli Astri di Saggezza, che ordinarono l'assassinio di Vegapunk. Anticipando le mosse dello scienziato, oltre a mandare la CP0, Saturn salì a bordo della flotta di navi dirette a Egghead, ma non potevano prevedere la presenza della ciurma di Cappello di Paglia. Il misterioso individuo intanto, dopo avere ucciso Shaka, finalmente si rivela a Vegapunk: è York. Ella infatti, incarnando l'avidità dello scienziato, intende uccidere tutti gli altri Vegapunk e le è stato promesso che diventerà un Drago Celeste. |                   |         |
| 1112 | Scontro! Shanks vs. Eustass Kid 「激突！ シャンクスVSユースタス・キッド」 - Gekitotsu! Shankusu tai Yūsutasu Kiddo | 14 luglio 2024    |         |
| 1112 | York, dopo avere riunito i Seraphim a Labophase, ordinò loro di uccidere tutti i presenti eccetto lei, Vegapunk e i membri dei Cipher Pol prigionieri nei sotterranei. Per evitare i sospetti, ordinò a S-Snake di pietrificarla davanti agli altri e poi di annullare la pietrificazione in seguito. Intanto a Erbaf, Shanks si prepara a partire acclamato dai suoi sottoposti, alcuni dei quali stanno per scontrarsi con Kid. Questi con i suoi poteri crea un gigantesco cannone per spazzarli via, ma Shanks percepisce quanto sta per accadere attraverso l'Ambizione e si scaglia direttamente contro di lui con un potente fendente. L'attacco mette al tappeto Kid e Killer, lasciando il resto della ciurma in preda al panico, pronta a consegnare le copie dei propri Road Poignee Griffe per avere salva la vita. Dori e Brogi tuttavia non mostrano pietà verso chi ha puntato armi contro la propria patria e scagliano un attacco combinato che distrugge la nave dei pirati di Kid. |                   |         |
| 1113 | Corri, Koby! Il disperato piano di fuga! 「走れコビー！ 決死の脱出作戦！」 - Hashire Kobī! Kesshi no dasshutsu sakusen! | 28 luglio 2024    |         |
| 1113 | Sull'isola Alveare Perona fa evadere Kobi in cambio del suo aiuto per salvare Gekko Moria, anche lui prigioniero sull'isola. Una volta libero, Kobi salva alcuni schiavi e dice loro che farà da diversivo per permettere loro di scappare. La notizia della fuga si diffonde e, mentre gli ufficiali di Barbanera sono restii ad intervenire per evitare di distruggere l'isola, tutti gli altri pirati sull'isola si mettono alla sua ricerca ansiosi di riscuotere la taglia che la Cross Guild ha messo su di lui. Mentre fugge, Kobi ripensa a quando fu catturato: Barbanera gli confidò che il suo progetto era quello di trasformare Alveare in una nazione riconosciuta dal Governo Mondiale e intendeva usarlo come ostaggio, ma Kobi ribatté di essere parte della SWORD. Di fronte alla perplessità dei pirati, Kuzan spiegò che quelli affiliati alla SWORD sono Marine che hanno già rassegnato le dimissioni: la Marina può congedarli in qualunque momento e non prendersi la responsabilità delle loro azioni, ma in cambio loro non devono seguire le regole e possono ad esempio attaccare i Quattro Imperatori senza autorizzazione. Barbanera decise comunque di usarlo come merce di scambio in quanto Kobi si era guadagnato l'epiteto di eroe, tenendolo in prigione. Al presente, Kobi viene circondato dai pirati, ma nel frattempo alcuni Marine appaiono sull'isola. |                   |         |
| 1114 | Il viceammiraglio Garp stringe il pugno per il suo pupillo! 「愛弟子のため ガープ中将の拳骨！」 - Manadeshi no tame - Gāpu-chūjō no genkotsu! | 4 agosto 2024     |         |
| 1114 | Kobi viene salvato da Hibari che trasforma i proiettili dei pirati in fiori, rendendo le armi da fuoco inutilizzabili. Nel frattempo, mentre Prince Grus con i suoi poteri crea dei soldati d'argilla che tengono impegnati i pirati, il contrammiraglio Kujaku con i suoi poteri sposta gli edifici, imprigionando i pirati nella piazza principale. A quel punto, il viceammiraglio Garp si scaglia con la sua nave verso la piazza e sferra un pugno formidabile che la distrugge. La nave atterra sull'isola, ma mentre i Marine si radunano verso essa per fuggire, appare l'ex ammiraglio Aokiji che congela Hibari. In un flashback Kuzan, dopo essere stato sconfitto da Akainu e avere abbandonato la Marina, fu attaccato da alcuni ufficiali di Barbanera, ma lì congelò sul posto. Teach arrivò poco dopo a chiedere spiegazioni. |                   |         |
| 1115 | Shock nella Marina! Kuzan, l'ex ammiraglio del quartier generale 「海軍驚愕! 元海軍本部大将クザン」 - Kaigun kyōgaku! Moto Kaigun honbu taishō Kuzan | 11 agosto 2024    |         |
| 1115 | Dopo avere bevuto insieme parlando dei Road Poignee Griffe e del misterioso "uomo con la cicatrice da ustione", Barbanera convinse Kuzan ad unirsi alla sua ciurma. Al presente, Garp e l'ex ammiraglio, un tempo suo discepolo, si scontrano violentemente. Nel frattempo, sull'isola Winner, Barbanera sconfigge i pirati Heart e affonda il loro sottomarino. Prima che possa rubare i poteri del frutto Ope Ope di Law, Bepo utilizza una droga datagli da Chopper per assumere temporaneamente la forma di Sulong, colpendo rapidamente Barbanera e i suoi per poi fuggire in mare con Law. |                   |         |
| 1116 | Andiamo a prendercelo! La grande dichiarazione di Bagy 「取りに行こうぜ！ バギーの大宣言」 - Tori ni ikou ze! Bagī no dai sengen | 18 agosto 2024    |         |
| 1116 | Sengoku e Tsuru commentano l'uccisione del viceammiraglio T-Bone da parte di un civile, disperato e interessato alla sua taglia messa dalla Cross Guild. Scoprono inoltre con sgomento da Hina che Garp si è diretto con la SWORD sull'isola Alveare per salvare Kobi. Intanto, sull'isola Fanfaron, Bagy accoglie il civile che ha ucciso T-Bone che, avendo sistemato la sua famiglia con i soldi della taglia, è ora costretto ad unirsi ai pirati poiché ormai ricercato dalla Marina. Bagy scopre che i suoi sottoposti hanno terminato la costruzione della nave della Cross Guild, ma il design e la polena a somiglianza di Bagy scatenano l'ira di Crocodile e Mihawk. I due puniscono Bagy malmenandolo nella loro sala riunioni e discutono del loro piano di creare uno stato militare denominato "Utopia", necessitando perciò di molto denaro. Bagy ripensa al passato quando, dopo l'esecuzione di Gol D. Roger, propose a Shanks di andare a Raftel come si erano ripromessi, ma rimase deluso dal suo rifiuto poiché pensava che Shanks sarebbe stato l'erede di Roger e il nuovo Re dei Pirati. Motivato quindi dalla recente decisione di Shanks di andare a prendere lo One Piece, Bagy cerca di convincere Crocodile e Mihawk a fare lo stesso per avere la ricchezza e il potere necessari anche ai loro scopi. I due lo percuotono nuovamente ritenendolo un idealista senza un vero piano, ma Bagy prende un lumacofono per parlare a tutta l'isola e con le sue parole sprona tutti i pirati a seguirlo per andare a prendere il tesoro. Nel frattempo Sabo giunge a Kamabakka insieme ad alcuni rifugiati di Lulusia: egli infatti durante l'ultima conversazione aveva usato una comunicazione indiretta ed era già sulla nave quando l'isola venne distrutta. Dopo avere riabbracciato i suoi compagni, Sabo si riunisce a Dragon e Ivankov volendo rivelare solo a loro quanto successo a Marijoa. |                   |         |
| 1117 | Il ritorno di Sabo, la verità sconvolgente è narrata! 「サボの帰還 語られる衝撃の真実！」 - Sabo no kikan - Katarareru shōgeki no shinjitsu! | 1º settembre 2024 |         |
| 1117 | Sabo spiega che i tre obiettivi per cui erano andati a Marijoa sono stati raggiunti: distruggere il simbolo dei Draghi Celesti, le loro scorte alimentari, e salvare più schiavi possibile tra cui Orso Bartolomew. Sabo ribadisce di non avere ucciso re Cobra, ma Dragon commenta che a prescindere dalla verità ciò lo ha reso un eroe e favorito la loro causa. Durante il Reverie gli ufficiali dell'Armata Rivoluzionaria fecero irruzione liberando schiavi e creando scompiglio. Gli ammiragli Fujitora e Ryokugyu, intervenuti per fermarli, non poterono usare tutto il loro potere per evitare di distruggere la città, non riuscendo quindi a sconfiggerli. Nel frattempo Sabo si infiltrò nel castello di Pangea per prendere le chiavi delle catene degli schiavi, mentre la principessa Bibi tentò di allontanarsi dalla sua zona riservata per cercare protezione dal viceammiraglio Garp, venendo però fermata dall'agente della CP0 Rob Lucci. Intanto re Cobra si accingeva a recarsi alla stanza del trono vuoto per parlare con i Cinque Astri di Saggezza. |                   |         |
| 1118 | Subbuglio in terra santa! L'attacco congiunto di Sai e Leo! 「聖地騒然！ サイとレオ渾身の一撃！」 - Seichi sōzen! Sai to Reo konshin no ichigeki! | 8 settembre 2024  |         |
| 1118 | Recuperate le chiavi, Sabo incontrò Jewelry Bonney che le affidò il compito di salvare Orso, dicendo che si sarebbe diretta a Egghead per trovare il modo di ripristinare la coscienza di suo padre. Intanto Orso catturava Shirahoshi su ordine di San Charloss: i suoi fratelli cercarono di salvarla, ma San Myosgard li convinse a non intervenire poiché il loro regno ne avrebbe subito le conseguenze. Al loro posto, Leo e Sai colpirono San Charloss, potendo agire impunemente in quanto pirati. Orso reagì al loro attacco, ma Morley emerse dal terreno trascinandolo sottoterra. Nel frattempo Cobra incontrò i Cinque Astri di Saggezza dicendo che, 800 anni prima, la regina Nefertari Lili di Alabasta, sebbene non fu tra i venti sovrani che divennero Draghi Celesti, non tornò mai ad Alabasta e il trono venne ereditato da suo fratello. Gli Astri risposero di non saperne nulla, quindi Cobra li incalzò a proposito della "D.". Gli Astri lo invitarono ad andarsene, ma in quel momento, nello stupore generale, Im entrò nella stanza e si sedette sul trono vuoto. |                   |         |
| 1119 | Il messaggio affidato! La determinazione di Re Cobra 「託された伝言！ コブラ王の覚悟」 - Takusareta messēji! Kobura-Ō no kakugo | 15 settembre 2024 |         |
| 1119 | Cobra riconobbe il nome di Im pronunciato dai Cinque Astri come legato ai venti sovrani fondatori del Governo Mondiale. Im spiegò che "D." è il nome che fu dei nemici del Governo Mondiale e che la presenza dei Poignee Griffe nel mondo fu causata da un errore o, Im sospetta, un'azione intenzionale. Im chiese dunque a Cobra conferma del vero nome della regina Lili e questi, ormai certo di essere condannato, disse che si chiamava in realtà Nefertari D. Lili. A queste parole, Im trafisse Cobra con i suoi poteri. Sabo, che si trovava nascosto lì vicino, intervenne per salvare Cobra, ma Im e i Cinque Astri si trasformarono improvvisamente in giganteschi mostri. Sabo tentò quindi di fuggire con Cobra, ma venne anch'egli ferito da Im: Cobra decise quindi di rimanere indietro per permettergli di fuggire affidandogli la missione di rivelare a Rufy e Bibi quanto visto e che anche la famiglia Nefertari possiede la D. nel nome. Wapol, che spiava da lì vicino, andò nel panico alla vista di quanto accaduto, cominciando a fuggire il più lontano possibile temendo per la sua incolumità. Bibi nel frattempo era stata catturata dai membri del CP0 che le raccontarono di quanto successo tra Shirahoshi e San Charloss e che Fujitora aveva facilitato la fuga degli schiavi liberati dall'Armata Rivoluzionaria, scontrandosi per questo con Ryokugyu. Mentre parlavano, Wapol attraversò la stanza sfondando le pareti e Bibi ne approfittò per saltare nella sua enorme bocca e fuggire dalla CP0. |                   |         |
| 1120 | Il mondo è scosso! Entrano in azione il giudice degli dei e i cinque astri! 「揺らぐ世界！ 支配者の審判と五老星の始動！」 - Yuragu sekai! Shihaisha no shinpan to Gorōsei no shidō! | 22 settembre 2024 |         |
| 1120 | Sabo, Bonney, Bibi e Wapol fuggirono dalla Terra Sacra di Marijoa nascondendosi nelle navi che riportavano i reali alle loro nazioni. Wapol contattò Morgans per chiedergli di rifugiarsi da lui in cambio di notizie esclusive. Nel castello di Pangea, intanto, Im contattò i Cinque Astri di Saggezza ordinando loro di distruggere il regno di Lulusia per sperimentare il Mother Flame, e volere a tutti i costi la principessa Bibi. Sabo racconta di avere visto un'ombra apparire nel cielo di Lulusia prima che venisse distrutta davanti ai suoi occhi. Nel presente, Ivankov, dopo aver sentito la storia di Sabo, afferma che tra i 20 creatori del mondo c'era una persona di nome Nerona Im e presume possa avere usato un potere che concede la vita eterna che, in quanto catalogato, qualcuno ha sperimentato. Iva suppone inoltre che l'arma usata dal governo per distruggere Lulusia potrebbe essere un'invenzione di Vegapunk o un'arma ancestrale. A Marijoa, intanto, San Myosgard viene giustiziato dal comandante dei cavalieri degli Dei, San Figarland Garling, con l'accusa di aver aiutato persone comuni. |                   |         |
| 1121 | Garp e Kuzan, uno scontro di giustizia tra maestro e allievo! 「ガープとクザン 衝突する師弟の正義」 - Gāpu to Kuzan - Shōtotsu suru shitei no seigi | 6 ottobre 2024    |         |
| 1121 | Sull'isola Alveare Garp continua a combattere contro i pirati di Barbanera sconfiggendo San Juan Wolf con un solo pugno finché, tramite lumacofono, non riceve la notizia che tutte le persone indifese sono sulla nave della Marina. Garp ordina quindi di ritirarsi verso la costa, ma Kobi viene ingannato da una piratessa che si finge una donna indifesa e Garp viene ferito da Shiryu per difenderlo. Kuzan, ricordando dei loro allenamenti in cui usavano le navi come sacchi da boxe, lo attacca e i due si colpiscono a vicenda finendo a terra. Intanto Avalo Pizarro, con il potere di controllare l'isola, ne solleva una parte con l'intenzione di affondare la nave della Marina. |                   |         |
| 1122 | L'ultimo insegnamento! Il pugno Impact ereditato 「最後の教え！ 受け継がれた拳骨」 - Saigo no oshie! Uketsuga reta Inpakuto | 13 ottobre 2024   |         |
| 1122 | Kobi ricorda una lezione in cui Garp spiegò che, in caso non sia possibile salvare qualcuno, è sempre meglio non salvare il più vecchio, in quanto i giovani sono il futuro della Marina. Nel presente, Garp dà ai suoi sottoposti le indicazioni per distruggere la gigantesca parte di isola a forma di mano, sollevata da Avalo Pizarro: Hermeppo tiene impegnati tutti i pirati, mentre Kobi, dopo anni di duro allenamento, riesce a sferrare un potente pugno che distrugge la parte dell'isola sollevata; Grus, con i suoi poteri, evita che i resti della mano cadano sulla nave della Marina. Tuttavia, risolta la situazione, Garp ordina ai suoi sottoposti, tramite lumacofono, di andare via da Alveare e lasciarlo lì. I giornali, il giorno dopo, informano della scomparsa di Garp e del ritorno di Kobi, ma anche dell'asserragliamento della ciurma di Cappello di paglia sull'isola di Egghead. |                   |         |
| 1123 | Il mondo è scosso! Il barricamento della ciurma di Cappello di paglia! 「世界震撼！ 麦わらの一味立てこもり事件」 - Sekai shinkan! Mugiwara no ichimi tatekomori jiken | 5 aprile 2025     |         |
| 1123 | Nel mondo si diffonde la notizia della scomparsa di Garp sull'isola Alveare e della situazione di Rufy a Egghead, mentre una scossa sismica globale provoca l'innalzamento del livello del mare di un metro, inghiottendo isole e spiagge. Nel punto dove c'era l'isola di Lulusia invece, è rimasta una gigantesca voragine. Nel frattempo una flotta della Marina con cento navi e trentamila soldati circonda Egghead, comandata dall'ammiraglio Kizaru e altri nove viceammiragli. Saturn, segretamente a bordo di una nave, ordina che nessuno sappia della sua presenza e riceve aggiornamenti sulla situazione, dando ordine di affondare la nave con gli scienziati già fuggiti dall'isola. D'un tratto York contatta gli Astri di Saggezza per chiedere spiegazioni sull'attacco e negoziare la sua salvezza, promettendo di ricreare un certo "Mother Flame". A quel punto rivela però di essere ostaggio dei pirati di Cappello di Paglia: Rufy propone allora di utilizzarla come scudo per fuggire in mare. |                   |         |
| 1124 | Il piano di fuga da Egghead circondata da ogni lato! 「全面包囲！ エッグヘッド脱出作戦」 - Zenmen hōi! Egguheddo dasshutsu sakusen | 6 aprile 2025     |         |
| 1124 | Rufy, attraverso il lumacofono, minaccia gli Astri di Saggezza di ritirare la flotta della Marina in cambio dell'incolumità di York. Saturn ordina al vice-ammiraglio Doberman cosa è necessario proteggere: York, il Punk Records e la centrale a fusione per produrre della Mother Flame, considerando sacrificabile tutto il resto. Nel frattempo, Usop ristabilisce la comunicazione con il laboratorio sotterraneo, dove i membri della Cipher Pol sono stati rifocillati e messi al sicuro dai Seraphim, rinchiusi in bolle speciali. Rufy e il suo gruppo, intanto, scoprono che il Log Pose di Nami punta verso l'isola di Erbaf e progettano di dirigersi lì: Vegapunk propone di volare sopra la flotta nemica utilizzando il Vega Force 1, ma siccome questo non può volare oltre lo spazio aereo dell'isola, Franky propone di allontanarsi con un Coup de Burst. Vegapunk, Edison e Atlas cercano di decriptare il blocco imposto al Frontier Dome da York, mentre Rufy, Franky, Bonney e Lilith raggiungono la nave. Nel frattempo, la Marina riceve un rapporto sulla situazione da Rob Lucci e Kizaru e Saturn discutono di come agire: l'ammiraglio conferma che può attraversare la barriera del Frontier Dome senza problemi, ma nel momento in cui farà la sua mossa le Sea Beast Weapon e i Pacifista attaccherebbero le navi. Saturn commenta che non c'è più tempo e dà l'ordine di attaccare. |                   |         |
| 1125 | Kizaru e Sentomaru, uno scontro di determinazione tra uomini! 「ぶつかる男の覚悟！ 黄猿と戦桃丸」 - Butsukaru otoko no kakugo! Kizaru to Sentomaru | 13 aprile 2025    |         |
| 1125 | Kizaru arriva sull'isola e si scontra con Sentomaru, ricordando quando si conobbero: Kizaru e Vegapunk lo incontrarono da bambino su un'isola e lo scienziato, avendo constatato la sua forza, gli offrì di diventare la sua guardia del corpo, ricevendo la sua riconoscenza. Nel presente, i vice-ammiragli affrontano i Pacifista, mentre le navi della Marina vengono distrutte dalle Sea Beast Weapon. Kizaru riesce però a sconfiggere Sentomaru e prende il controllo dei Pacifista, ordinando loro di attaccare le Sea Beast Weapon, quindi raggiunge il Frontier Dome. Rob Lucci, che con gli altri sta seguendo quanto accade dalla sala di controllo, cerca di uccidere Vegapunk, ma Stussy si frappone: Zoro si lancia contro di lui e i due iniziano a combattere. Nel frattempo Kizaru individua il Vega Force 1 che porta via la Sunny, ma prima che possa fare qualcosa Rufy lo attacca dicendo che sono cento volte più forti rispetto a due anni prima. |                   |         |
| 1126 | La disperazione alle porte! La missione malinconica dell'ammiraglio Kizaru! 「迫る絶望！ 大将黄猿の憂鬱な任務」 - Semaru zetsubō! Taishō Kizaru no yūutsuna ninmu | 20 aprile 2025    |         |
| 1126 | Il giorno prima dell'attacco della Marina a Egghead, Orso Bartolomew, dopo essere partito da Kamabakka, scalò la Linea Rossa arrivando a Marijoa: lì creò scompiglio, facendo infuriare i Draghi celesti, ancora polemici per la mancanza di cibo dovuta all'attacco dei rivoluzionari. Intervenne Akainu, ma Orso fuggì via con i suoi poteri. Nel presente, a Egghead la Marina ha preso possesso di Fabriophase, mentre Rufy affronta Kizaru, ma viene scagliato contro il Vega Force 1 che stava trasportando la Sunny, distruggendolo. Bonney attacca Kizaru, ma anch'ella viene scagliata via. Franky e Lilith non fanno in tempo ad avvisare gli altri del pericolo: Kizaru entra nella sala di controllo per uccidere Vegapunk. Tuttavia Rufy, trasformato nel Gear Fifth in versione gigante, riappare afferrando Kizaru. Contemporaneamente, il robot gigantesco presente nella discarica di Egghead si risveglia. |                   |         |
| 1127 | Rufy VS Kizaru! Un fantasmagorico e feroce scontro! 「ルフィVS黄猿！ 変幻自在の大激戦」 - Rufi bāsasu Kizaru! Hengen jizai no dai gekisen | 27 aprile 2025    |         |
| 1127 | Rufy scaglia a sua volta via Kizaru dando agli altri il tempo di organizzarsi: Atlas e Vegapunk decidono di scendere a Fabriophase per cambiare gli ordini dei Pacifista e salvare Bonney. Zoro continua a combattere contro Lucci e rifiuta l'aiuto di Rufy, mentre Bonney, afferrata da Sentomaru nella caduta da Labophase, si nasconde dai Marine. Intanto, Kizaru ritorna a Labophase: Rufy affronta delle sue molteplici copie, ma si rende conto che l'originale è tornato nella sala di controllo per cercare Vegapunk. Kizaru lo attacca mentre si sta dirigendo di sotto con Atlas, Sanji e Franky a bordo del Vegatank8, ma Rufy intercetta l'attacco. Arrivati a Fabriophase, Atlas cambia nuovamente gli ordini dei Pacifista che si rivoltano contro i Marine. |                   |         |
| 1128 | Un incubo materializzato: San Saturn, il Dio guerriero della difesa scientifica 「悪夢襲来 科学防衛武神サターン聖」 - Akumu shūrai - Kagaku bōei bujin Satān Sei | 4 maggio 2025     |         |
| 1128 | Bonney viene attaccata da alcuni viceammiragli, ma viene salvata in tempo da Sanji, che la porta al Vegatank8. Intanto anche gli altri rimasti nella sala di controllo, tranne Stussy e Kaku, decidono di partire. All'improvviso, su Egghead appare un pentagono magico da cui appare un gigantesco ragno mostruoso: è San Saturn, che ferma tutti i Pacifista. Kizaru attacca il Vegatank8, facendolo precipitare con tutti i passeggeri, ma Rufy lo mette al tappeto con un potente pugno, subito prima di esaurire le energie. Bonney, trovatasi con gli altri di fronte a Saturn, lo riconosce dai ricordi di Orso e si avventa su di lui colpendolo con una spada. |                   |         |
| 1129 | Il passato di Orso, un mondo in cui è preferibile morire 「くまの過去 死んだ方がいい世界」 - Kuma no kako - Shinda hō ga ī sekai | 18 maggio 2025    |         |
| 1129 | Saturn rigenera la ferita procurata da Bonney e tenta di uccidere Rufy stremato, che viene salvato da Franky. Saturn ordina quindi ai Marine di uccidere Bonney, mentre lei ricorda il passato di suo padre. Orso Bartolomew nacque nel regno di Sorbet, con il sangue Buccaneer ereditato dal padre; quattro anni dopo, agenti del Governo mondiale catturarono Orso e la sua famiglia, per via del loro sangue. Orso divenne schiavo a Marijoa, dove sua madre morì: il padre provò a rallegrarlo parlandogli di Nika, ma venne ucciso davanti ai suoi occhi. Alcuni anni dopo Orso fu una delle prede della caccia all'uomo dei Draghi Celesti a God Valley, dove era presente anche il Cavaliere Divino Figarland Garling. Orso riuscì a fuggire dalla gabbia e incontrò altri due schiavi volenterosi di scappare: Emporio Ivankov e Ginny. |                   |         |
| 1130 | La storia cancellata della disperazione a God Valley! 「消された歴史！ 絶望のゴッドバレー」 - Kesa-reta rekishi - Zetsubō no Goddo Barē | 25 maggio 2025    |         |
| 1130 | Ivankov e Ginny attuarono il loro piano per scappare dall'isola: la ragazza fece trapelare la notizia di un tesoro sull'isola, attirando tra gli altri i pirati di Roger e di Rocks. Nel caos dello scontro generale, Ivankov e Orso rubarono due frutti del diavolo messi in palio come premi per la vittoria della caccia agli schiavi. Big Mom, all'epoca nei Pirati Rocks, riuscì a recuperare solo quello che poi donerà a Kaido, mentre Orso mangiò il frutto Pad Pad, con i cui poteri salvò centinaia di schiavi a God Valley. Tornato nel suo regno di Sorbet, si separò da Ivankov, che prese il mare, rimanendo a vivere con Ginny, felice di essere finalmente libera. |                   |         |
| 1131 | La felicità passeggera di Orsacchio e Ginny 「ひとときの幸せ くまちーとジニー」 - Hitotoki no shiawase - Kumachī to Jinī | 1º giugno 2025    |         |
| 1131 | Orso continuò a vivere in pace a Sorbet con Ginny, aiutando le persone estraendo il loro dolore con i suoi poteri, assorbendolo a loro insaputa tra indicibili sofferenze. Quando aveva 22 anni, Ginny gli propose di sposarsi, ma lui rifiutò ripensando alle sofferenze che suo padre portò a lui e a sua madre a causa della sua razza. Alcuni anni dopo, Orso insorse in difesa dei cittadini del regno, difendendoli dai soprusi dell'esercito reale per ordine del tiranno re Bekori che governava l'isola, ma venne catturato insieme a Ginny e altri amici. Sull'isola però arrivarono i "guerrieri della libertà", guidati da Monkey D. Dragon e Emporio Ivankov, che deposero il re liberando l'isola dai suoi soprusi. Dragon, Ivankov e Orso fondarono così l'Armata Rivoluzionaria, a cui anche Ginny si unì: alcuni anni dopo tuttavia, la ragazza fu catturata durante una missione. |                   |         |
| 1132 | Orso diventa papà, il giuramento a Ginny 「ジニーへの誓い 父となったくま」 - Jinī e no chikai - Chichi to natta Kuma | 8 giugno 2025     |         |
| 1132 | Due anni dopo il rapimento di Ginny, Orso, Ivankov e Dragon ricevettero una chiamata da lei: la ragazza raccontò che dopo essere stata rapita e sposata ad un Drago Celeste fu ripudiata dopo avere contratto una malattia e li chiamava perciò per dire loro addio. Orso intuì che Ginny si trovava nella chiesa di Sorbet e la raggiunse trovandola morta per la malattia chiamata "scaglie di zaffiro". Essa peggiora esponendosi alla luce del sole e della luna, ricoprendo il corpo di scaglie azzurrine. Accanto al corpo di Ginny Orso trovò una bambina, Bonney, e decise di abbandonare l'Armata rivoluzionaria per prendersi cura di lei. Quando Bonney aveva cinque anni cominciò a manifestare i sintomi delle scaglie di zaffiro e il dottore disse che non avrebbe raggiunto i dieci anni. Nel frattempo il re Bekori di Sorbet ordinò di scatenare un incendio nella parte sud dell'isola dove abitavano i cittadini più poveri con l'intenzione di sbarazzarsene. |                   |         |
| 1133 | Il timido "pacifista" Orso salva Bonney 「娘を救え 気弱な〝平和主義者〟くま」 - Bonī o sukue - Kiyowana "Pashifisuta" Kuma | 15 giugno 2025    |         |
| 1133 | Orso si prodigò per salvare i cittadini dall'incendio, quindi si fece strada fino al palazzo reale e cacciò re Bekori con la forza. Su richiesta dei cittadini, Orso accettò il titolo di re, ma lasciando di fatto i compiti all'ex re Bulldog. La propaganda del Governo Mondiale rese Orso "il re tiranno" e quando Bekori tentò di tornare al potere con il supporto della Marina, Orso affrontò le navi diventando un pirata ricercato. Orso viaggiò in lungo e in largo per cercare una cura per Bonney finché, sotto consiglio di Dragon, incontrò il dottor Vegapunk, che gli propose di guarirla in cambio di campioni di sangue per creare dei cloni. Vegapunk, colpito dal carattere di Orso, decise di chiamare quei cloni “Pacifista”, termine usato da Orso stesso per definirsi. |                   |         |
| 1134 | Un destino spietato e la decisione di papà Orso 「非情なる運命 父くまの決断」 - Hijō-naru unmei - Chichi Kuma no ketsudan | 29 giugno 2025    |         |
| 1134 | San Saturn, che spiava Vegapunk, mandò Kizaru e impose tre condizioni per permettere a Vegapunk di curare Bonney dalle scaglie di zaffiro: Orso doveva entrare nella Flotta dei Sette, diventare un'arma della Marina e perdere la sua coscienza. Orso accettò ugualmente, anche se avrebbe voluto dire non rivedere più Bonney una volta guarita. Dopo sei mesi, Bonney entrò in remissione e fu portata a Sorbet, di fatto prigioniera e sotto sorveglianza di Alpha, un agente della CP-8. Orso intanto entrò nella Flotta dei Sette divenendo il terrore di molti pirati. |                   |         |
| 1135 | Il futuro scelto da Bonney! Verso il mare dove si trova suo padre 「父のいる海へ！ ボニーが選ぶ未来」 - Chichi no iru umi e! Bonī ga erabu mirai | 6 luglio 2025     |         |
| 1135 | Tre anni prima del presente Orso fece visita a Rufy, senza farsi vedere, meditando sulle parole di Dragon secondo cui i figli sono la debolezza dei padri. Orso continuava a scrivere lettere a Bonney, che intanto aveva compiuto nove anni ed era completamente guarita, ma tutte venivano intercettate e distrutte da Alpha, che continuava ad impedire a Bonney di uscire. Un giorno Conney, l'anziana regina madre di Sorbet e amica di Bonney, scoprì la verità su Alpha e le lettere, spingendola a prendere il mare per cercare suo padre. Bonney, sfruttando i poteri del Frutto del Diavolo misteriosamente acquisito, cambiò la sua età spacciandosi per Conney e, eludendo la sorveglianza di Alpha, raggiunse il porto dove alcuni amici la attendevano con una nave. Alpha si accorse dello scambio e la raggiunse, ma Bonney, ricordando la leggenda di Nika, si trasformò con i suoi poteri e colpì Alpha, riuscendo a partire per i mari e divenendo in seguito una dei pirati della generazione peggiore. |                   |         |
| 1136 | La vita di Orso 「くまの人生」 - Kuma no jinsei | 13 luglio 2025    |         |
| 1136 | Bonney si fece un piercing sotto l'occhio destro, nel punto dove in passato aveva le scaglie di zaffiro: in questo modo, era convinta che suo padre l'avrebbe riconosciuta e trovata. Nel frattempo, Orso lesse delle grandi imprese dei Pirati di Cappello di Paglia, che incontrò a Thriller Bark e poi nell'arcipelago Sabaody, dove rivide da lontano Bonney e poi separò la ciurma di Rufy per salvarla da morte certa. Prima della guerra di Marineford, Orso andò a Egghead per farsi eliminare l'unica parte di coscienza rimasta, chiedendo a Vegapunk di dare al suo corpo l'ordine di proteggere la nave dei Pirati di Cappello di Paglia e donando allo scienziato una sfera con tutti i ricordi della sua vita. Allora Vegapunk, tra le lacrime, azionò il meccanismo per l'ultima volta, uccidendo cerebralmente Orso. |                   |         |
| 1137 | Scusa, papà. Le lacrime di Bonney e il pugno di Orso 「ごめんね、お父さん ボニーの涙とくまの拳」 - Gomen ne, otōsan - Bonī no namida to Kuma no koboshi | 27 luglio 2025    |         |
| 1137 | Il giorno prima dell'arrivo di Saturn a Egghead, Bonney aveva visto i ricordi di Orso tramite la sua bolla, scusandosi con Vegapunk che incolpava precedentemente e capendo che chi ha davvero ucciso cerebralmente suo padre è stato Saturn. Nel presente, Bonney, ancora intrappolata da Saturn, prova a colpirlo trasformandosi in una sua versione di Nika, senza riuscirci: Saturn le spiega che è stato lui a darle il frutto Age Age, causando anche la malattia delle scaglie di zaffiro a Ginny. Nel frattempo, Rufy riceve del cibo da Kizaru e inizia a riacquistare le forze. A Egghead giunge a sorpresa Orso Bartolomew, che andando contro la sua stessa programmazione, salva Bonney evitando che venga uccisa da Saturn. A quel punto, Orso si vendica sferrando un potente pugno all'Astro di Saggezza. |                   |         |
| 1138 | Grazie, papà. Il caloroso abbraccio tra Bonney e Orso 「ありがとう、お父さん ボニーとくまの熱き抱擁」 - Arigatō, otōsan - Bonī to Kuma no atsuki hōyō | 3 agosto 2025     |         |
| 1138 | Il pugno di Orso scaglia Saturn lontano e lo ferisce. Prima di spegnersi, Orso riesce ad abbracciare Bonney un'ultima volta, e lei lo ringrazia per essere stato il padre migliore del mondo. Saturn riesce a rimettersi in piedi e rigenera le sue ferite come se fosse rimasto illeso, grazie a un potere sconosciuto: poi, stufo, attacca Orso, che viene salvato da Sanji e Franky. Kizaru rientra in azione e attacca Franky, ma prova vergogna davanti a Vegapunk. Sanji, Franky e Atlas portano via Bonney e Orso, mentre Vegapunk rimane ad affrontare Saturn, il quale, irritato da tutti i problemi presenti a Egghead, ordina un Buster Call sull'isola. |                   |         |
| 1139 | L'avvio del Buster Call: radete al suolo Egghead 「未来島を破壊せよ バスターコール発動」 - Egguheddo o hakai seyo - Basutā Kōru hatsudō | 10 agosto 2025    |         |
| 1139 | Vegapunk chiede a Saturn di annullare il Buster Call, ma l'Astro di Saggezza dice che ha anche dato l'ordine di abbattere la nave con gli abitanti di Egghead, in quanto qualcuno di loro poteva sapere qualcosa di proibito dal Governo Mondiale riguardo al Secolo Vuoto. Mentre Atlas, Bonney, Orso e Franky prendono una navicella per andare via, Sanji torna indietro per salvare Vegapunk e contatta Nami che lo aggiorna di ciò che accade sul Labophase: Chopper, Usop, Robin ed Edison sono con lei; Zoro sta ancora combattendo con Lucci e Jinbe è andato a fermarli; Brook è riuscito con Lilith a trovare un modo per portare la Sunny fuori dall'isola facendola scivolare sulle nuvole congelate. Sanji intanto cambia direzione e insegue Kizaru, il quale punta la navicella di Atlas e la taglia in due parti, facendo volare in aria tutti i passeggeri a bordo, tra cui Bonney e Orso, che Saturn ordina ai Pacifista di uccidere. Nel frattempo, un membro della Marina avvisa i suoi colleghi che la nave con gli abitanti di Egghead non è stata distrutta a causa dell'intervento di alcune persone che si stanno dirigendo sull'isola. |                   |         |
| 1140 | Il guerriero della liberazione, l'eroe dei sogni, salva Bonney 「憧れのヒーロー ボニーを救う解放の戦士」 - Akogare no hīrō - Bonī o sukuu kaihō no senshi | 17 agosto 2025    |         |
| 1140 | I Marine cercano di catturare Rufy, ma lui usa il Gear Fifth e scappa. Vegapunk contatta telefonicamente Atlas, ordinandole di dire a Bonney che ha l'autorità suprema sui Pacifista, per cui i suoi ordini hanno più valore di quelli di un Astro di Saggezza. Bonney ordina quindi ai Pacifista di aiutarli a scappare e attaccare le navi dei Marine. Saturn, infuriato, trafigge Vegapunk mortalmente. Lo scienziato, in fin di vita, viene soccorso da Bonney e Sanji, atterrati sul terreno di Egghead, diventato gommoso grazie al potere di Rufy, che ha scaraventato via anche Kizaru. Bonney vede Rufy nella sua forma risvegliata e capisce che è il Dio del sole Nika di cui gli ha sempre parlato Orso. Intanto alla costa giunge una nave gigantesca capitanata dai giganti Dori e Brogi, arrivati lì per Rufy. Viene così lanciato un allarme di pericolo a tutti i Marine: i Pirati Giganti Guerrieri sono arrivati a Egghead. |                   |         |
| 1141 | 「頼もしき援軍！ ドリーとブロギー到着！」 - Tanomoshiki engun! Dorī to Burogī tōchaku! | 24 agosto 2025    |         |

### Episodi speciali
| Nº    | Titolo italiano Giapponese 「Kanji」 - Rōmaji | In onda           | In onda |
| Nº    | Titolo italiano Giapponese 「Kanji」 - Rōmaji | Giapponese        |         |
| SP-12 | Un progetto da godersi appieno! "Il chirurgo della morte" Trafalgar Law 「大堪能企画！〝死の外科医〟トラファルガー・ロー」 - Dai tan'nō kikaku! "Shi no gekai" Torafarugā Rō                            | 4 febbraio 2024   |         |
| SP-12 | Chopper e Bepo riassumono la storia di Trafalgar Law fino ad ora. |                   |         |
| SP-13 | Diario di una rivalità! La ciurma di Cappello di Paglia e il Cipher Pol 「因縁の記録！ 麦わらの一味とCP」 - In'nen no rogu! Mugiwara no ichimi to Saifā Pōru                                            | 14 aprile 2024    |         |
| SP-13 | Franky e Robin riassumono la storia dello scontro tra la ciurma di Cappello di Paglia e il CP9. |                   |         |
| SP-14 | La storia vista in diretta! I turbolenti Imperatori, nuovi e vecchi! 「刻まれる歴史！ 激動の新旧四皇！」 - Kizamareru rekishi! Gekidō no shinkyū Yonkō!                                                 | 16 giugno 2024    |         |
| SP-14 | Zoro e Brook riassumono le vicende dei Quattro Imperatori passati e presenti. |                   |         |
| SP-15 | I registri della turbolenta rivolta, i complotti dell'armata rivoluzionaria 「荒ぶる変革の記録！ 暗躍する革命軍！」 - Araburu henkaku no rogu! An'yaku suru Kakumei-gun!                                | 25 agosto 2024    |         |
| SP-15 | Cavendish e Bartolomeo riassumono le vicende riguardanti l'Armata Rivoluzionaria. |                   |         |
| SP-16 | Una giustizia incrollabile! I registri dell'orgogliosa Marina! 「揺るがぬ正義！ 海軍の誇り高き記録！」 - Yuruganu seigi! Kaigun no hokori takaki rogu!                                                  | 29 settembre 2024 |         |
| SP-16 | Jinbe, Nami e Usop riassumono le vicende riguardanti la Marina. |                   |         |
| SP-17 | Diagnosi d'avventura del dottor Chopper ~La ballata di un padre e una figlia~ 「Dr.チョッパーの冒険カルテ ～父と娘の譚詩曲～」 - Dokutā Choppā no bōken karute ~ Chichi to musume no barado ~           | 11 maggio 2025    |         |
| SP-17 | Chopper e Carrot riassumono la storia di Orso Bartholomew e Jewelry Bonney fino ad ora. |                   |         |
| SP-18 | Diagnosi d'avventura del dottor Chopper ~Il crocevia delle vite di un gruppo d'amici~ 「Dr. チョッパーの冒険カルテ ～親友達の人生航路～」 - Dokutā Choppā no bōken karute ~ Shinyutachi no kurosurōdo ~ | 22 giugno 2025    |         |
| SP-18 | Chopper e Carrot riassumono la storia di Kizaru, Sentomaru e Vegapunk fino ad ora. |                   |         |

## Pubblicazione

### Giappone
Gli episodi della ventesima stagione di One Piece sono pubblicati per il mercato home video nipponico in edizione DVD e Blu-ray dal 7 agosto 2024.
| Volume | Episodi   | Data di pubblicazione |
| ------ | --------- | --------------------- |
| 1      | 1089-1091 | 7 agosto 2024         |
| 2      | 1092-1094 | 4 settembre 2024      |
| 3      | 1095-1097 | 2 ottobre 2024        |
| 4      | 1098-1100 | 6 novembre 2024       |
| 5      | 1101-1103 | 4 dicembre 2024       |
| 6      | 1104-1106 | 8 gennaio 2025        |
| 7      | 1107-1109 | 5 febbraio 2025       |
| 8      | 1110-1112 | 5 marzo 2025          |
| 9      | 1113-1115 | 2 aprile 2025         |
| 10     | 1116-1118 | 7 maggio 2025         |
| 11     | 1119-1121 | 4 giugno 2025         |
| 12     | 1122-1124 | 2 luglio 2025         |
| 13     | 1125-1127 | 6 agosto 2025         |
| 14     | 1128-1130 | 3 settembre 2025      |
| 15     | 1131-1133 | 1º ottobre 2025       |